# Lineus mascarensis
Lineus mascarensis är en djurart som tillhör fylumet slemmaskar, och som beskrevs av Punnett och Cooper 1909. Lineus mascarensis ingår i släktet Lineus och familjen Lineidae. Inga underarter finns listade i Catalogue of Life.